# 森島寛晃
森島 寛晃（もりしま ひろあき、1972年4月30日 - ）は、広島県広島市南区出身の元プロサッカー選手。現役時代のポジションはミッドフィールダー（オフェンシブハーフ）、フォワード（セカンドトップ）。元日本代表で、1998年・2002年のFIFAワールドカップメンバー。現在はセレッソ大阪運営会社「株式会社セレッソ大阪」代表取締役会長を務める。
「日本一腰の低いJリーガー」といわれた。Jリーグの開幕連続得点記録保持者（7試合連続）、オールスターゲーム最多得点記録保持者（通算6ゴール。2024年現在、オールスターゲームは事実上廃止状態にある）。現役時代にはリーグ戦だけで140得点を記録した（セレッソ在籍時に最も得点を取った選手）。セレッソ大阪の初代8番。

## 経歴
広島県の大河FCから、静岡県の東海大学第一高校（現:東海大学付属静岡翔洋高校）へ進学し、1991年に、当時JSL2部のヤンマーディーゼルサッカー部に入団。入団当初からプロ選手として契約し、高卒1年目から出場機会を得て、2年目以降は完全に主力へ定着した。
1994年には、Jリーグ入りを目指してセレッソ大阪へと改称したチームを引っ張り、プロ化1年目での昇格を達成。またこの年、JFLオールスターサッカーに出場し、ゴールを決めた。Jリーグに参入した1995年には、チームの中心として50試合に出場、11ゴールを挙げ、Jリーグベストイレブンに選出された。同年、加茂周監督により日本代表に初招集。加茂政権下では一時期レギュラーにも定着したが、中田英寿の登場と共に控えとなり、岡田武史への監督交代後も主にスーパーサブ的な起用をされ、1998年のワールドカップ フランス大会日本代表にも選出、1試合に出場した。
2000年には主将としてC大阪の快進撃を支えるも、ステージ優勝まであと1勝と迫った試合で敗れ、クラブの初タイトルを逃した。この年に1stステージMVPと2度目のベストイレブン選出。更に、フィリップ・トルシエの監督就任後遠ざかっていた日本代表にも再び選出され、C大阪のチームメイトである西澤明訓と共に日本の攻撃陣を牽引し、2000年のハッサン2世国王杯、アジアカップ、2001年のFIFAコンフェデレーションズカップなどで日本の上位進出に貢献した。
2001年、C大阪がJ2に降格。他クラブからのオファーもあったがそれを全て断り、C大阪に残留。1年でのJ1復帰に貢献した。
2002年の日韓ワールドカップには、西澤と共にJ2クラブからの代表選出を果たし、スーパーサブとして3試合に途中出場。グループリーグ第3節・チュニジア戦では先制点を挙げ、日本の決勝トーナメント進出に貢献した。この試合の会場は、C大阪の本拠地・長居スタジアムであり、「自国開催のワールドカップで、所属するクラブのホームスタジアムで得点を挙げる」という記録でもあった。
2003年以降は代表からは遠ざかるも、クラブでは引き続き主力として活躍。「セレッソの象徴」としてサポーターから特別視されるようになる。
2005年もチームの中心選手の1人として活躍、12月24日の天皇杯準々決勝ガンバ大阪戦では先制点を決め、3-1の勝利に貢献、この年最後の得点であった。やや得点から遠ざかっていたが、年間9得点を決めた。
2006年、C大阪は2度目のJ2降格を喫する。西澤、大久保嘉人ら多くの主力選手が抜ける中、またも残留を選択。しかし、この頃に原因不明の首の痛みを発症。サッカーどころか日常生活にも苦労する状況に陥り、2007年はわずか5試合の出場で0得点と、自身初の年間無得点に終わる。
2008年、復活を期してリハビリ・治療に励むも首痛は完治せず、試合出場は叶わなかった。10月30日、現役引退を発表。翌31日に行われた記者会見では、引退後もクラブに残りサッカー普及や広報活動を行う「アンバサダー」に就任することや、将来は監督として指揮を執りたいとの希望を表明した。
12月6日、J2最終戦 第45節 vs愛媛FC戦ロスタイムに、自身が後継者として指名した香川真司に代わり現役最後の公式戦出場を果たした。出場した時間はわずか28秒であった。試合後、スタジアムにて最後の挨拶を述べ、家族から花束をプレゼントされた後、チームメイトから胴上げされた。その後、場内を1周している途中に香川真司に8番のユニフォームを渡し、グラウンドで現役生活最後のゴールを狙いにいくが、シュートが外れたり、クロスバーに嫌われたりするなど、4本シュートを打って結局入ったゴールは、コロコロと転がるボールをゴールしただけだった。その後、香川真司をフィールドに呼び、香川のアシストを受けた森島は、ゴールを決め、ゴールを決めた時に見せる飛行機ポーズを披露した。最後に、全員で記念撮影をし、引退セレモニーが終了した。森島が長年背負った背番号8はセレッソを象徴する背番号となり、後に香川真司、清武弘嗣、柿谷曜一朗といったセレッソの中心選手に引き継がれている。
2009年からは、セレッソの「アンバサダー」として、テレビ・ラジオ番組やイベントなどへ頻繁に出演。その一方で、将来のトップチーム監督就任を視野に、A級ライセンスを取得した。また、セレッソがチーム統括部を新設した2016年からは、同部のフットボールオペレーショングループに配属。当面は、「アンバサダー」の活動と並行しながら、チームの編成やスカウティングにも携わる。
2018年12月21日、株式会社セレッソ大阪の代表取締役社長に就任。
2025年4月1日、株式会社セレッソ大阪代表取締役会長に就任。

## 人物
現役時代は、「日本一腰の低いJリーガー」と呼ばれていた。
2004年7月に丸坊主にして、選手を引退して社長に就任して以降も丸坊主である。
練習熱心で、ヤンマー入団時の監督だった吉村大志郎（ネルソン吉村）は、2002年のインタビューで森島に対しては練習をやらせることを考える必要はなく、逆にいかにして練習しつづけるのを止めさせるかを考えなければいけないと語っている。実際、森島は2000年のアジアカップ後に、オーバートレーニング症候群と診断されたこともあった。
尊敬する人物として、広島出身の同郷人であり、大河FCの先輩でもある木村和司を挙げており、1994年の天皇杯準決勝で、当時、横浜マリノス所属の木村と初めて対戦した。森島の座右の銘「心・技・体」は木村の座右の銘でもある。高校時代から現在まで欠かさず、毎年1年の始まり、1月1日の大河FCの初蹴りには必ず参加している。木村同様、森島も36歳で現役を引退した。
原水爆禁止2002世界大会と同時に開催された青年の平和集会である「ピースジャム2002・ヒロシマ」に賛同メッセージを送ったことがある。
現役引退後は、セレッソ大阪のアンバサダーとして、テレビ・ラジオ番組へ定期的に出演（主に関西ローカル）。
2012年2月、新潟県三条市下田地区の水害復興支援でサッカー教室を開催した。
2018年7月に発生した西日本豪雨災害から1年を迎えたJ1リーグ第18節サンフレッチェ広島vsセレッソ大阪戦(エディオンスタジアム広島)で、広島の小学生を対象にした広島復興支援ふれあいサッカーに参加した。
2020年7月の豪雨災害で被害を受けた熊本県人吉市と球磨郡の中高生にサッカーの練習着を寄贈した。
セレッソ大阪一筋でプレーしたため、現役時代は一度もタイトルに手が届かなかった。勝てば優勝という試合を落とし、リーグ優勝を1回、天皇杯を2回、ステージ優勝を1回目前で逃した。サカマガの個人インタビューで「準優勝3つくらいで優勝にしてくれないか」という趣旨の発言もしている。
現役時代に「『頑張ります』ばかり言っていたため『頑張ります禁止令』が出た」といっている。

## 所属クラブ
- 大河FC（広島市立翠町中学校）
- 東海大学第一高校
- 1991年 - 2008年 ヤンマー/セレッソ大阪

## 個人成績
| 国内大会個人成績 | 国内大会個人成績 | 国内大会個人成績 | 国内大会個人成績 | 国内大会個人成績 | 国内大会個人成績 | 国内大会個人成績  | 国内大会個人成績  | 国内大会個人成績 | 国内大会個人成績 | 国内大会個人成績 | 国内大会個人成績 |
| 年度             | クラブ           | 背番号           | リーグ           | リーグ戦         | リーグ戦         | リーグ杯          | リーグ杯          | オープン杯       | オープン杯       | 期間通算         | 期間通算         |
| 年度             | クラブ           | 背番号           | リーグ           | 出場             | 得点             | 出場              | 得点              | 出場             | 得点             | 出場             | 得点             |
| 日本             | 日本             | 日本             | 日本             | リーグ戦         | リーグ戦         | JSL杯/ナビスコ杯  | JSL杯/ナビスコ杯  | 天皇杯           | 天皇杯           | 期間通算         | 期間通算         |
| ---------------- | ---------------- | ---------------- | ---------------- | ---------------- | ---------------- | ----------------- | ----------------- | ---------------- | ---------------- | ---------------- | ---------------- |
| 1990-91          | ヤンマー         | 27               | JSL1部           | 6                | 1                | -                 | -                 | -                | -                | 6                | 1                |
| 1991-92          | ヤンマー         | 13               | JSL2部           | 30               | 7                | 1                 | 0                 |                  |                  |                  |                  |
| 1992             | ヤンマー         | 8                | 旧JFL1部         | 13               | 4                | -                 | -                 | 2                | 2                | 15               | 6                |
| 1993             | ヤンマー         | 8                | 旧JFL1部         | 18               | 6                | -                 | -                 | 0                | 0                | 18               | 6                |
| 1994             | C大阪            | 8                | 旧JFL            | 28               | 16               | 1                 | 0                 | 5                | 1                | 34               | 17               |
| 1995             | C大阪            | 8                | J                | 50               | 11               | -                 | -                 | 2                | 0                | 52               | 11               |
| 1996             | C大阪            | 8                | J                | 26               | 9                | 14                | 4                 | 1                | 0                | 41               | 13               |
| 1997             | C大阪            | 8                | J                | 21               | 10               | 0                 | 0                 | 2                | 2                | 23               | 12               |
| 1998             | C大阪            | 8                | J                | 29               | 18               | 0                 | 0                 | 1                | 3                | 30               | 21               |
| 1999             | C大阪            | 8                | J1               | 30               | 12               | 4                 | 1                 | 2                | 1                | 36               | 14               |
| 2000             | C大阪            | 8                | J1               | 25               | 15               | 4                 | 0                 | 0                | 0                | 29               | 15               |
| 2001             | C大阪            | 8                | J1               | 22               | 3                | 0                 | 0                 | 5                | 2                | 27               | 5                |
| 2002             | C大阪            | 8                | J2               | 37               | 12               | -                 | -                 | 4                | 2                | 41               | 14               |
| 2003             | C大阪            | 8                | J1               | 28               | 4                | 5                 | 0                 | 4                | 1                | 37               | 5                |
| 2004             | C大阪            | 8                | J1               | 28               | 3                | 5                 | 0                 | 1                | 1                | 34               | 4                |
| 2005             | C大阪            | 8                | J1               | 33               | 6                | 8                 | 1                 | 4                | 2                | 45               | 9                |
| 2006             | C大阪            | 8                | J1               | 26               | 3                | 7                 | 1                 | 1                | 0                | 34               | 4                |
| 2007             | C大阪            | 8                | J2               | 5                | 0                | -                 | -                 | 0                | 0                | 5                | 0                |
| 2008             | C大阪            | 8                | J2               | 1                | 0                | -                 | -                 | 0                | 0                | 1                | 0                |
| 通算             | 日本             | 日本             | J1               | 318              | 94               | 46                | 7                 | 24               | 12               | 388              | 113              |
| 通算             | 日本             | 日本             | J2               | 42               | 12               | -                 | -                 | 4                | 2                | 46               | 14               |
| 通算             | 日本             | 日本             | JSL1部           | 6                | 1                | -\|\|\|\|\|\|\|\| | -\|\|\|\|\|\|\|\| |                  |                  |                  |                  |
| 通算             | 日本             | 日本             | JSL2部           | 30               | 7                | 1                 | 0\|\|\|\|\|\|\|\| |                  |                  |                  |                  |
| 通算             | 日本             | 日本             | 旧JFL1部         | 59               | 26               | 1                 | 0                 | 7                | 3                | 67               | 29               |
| 総通算           | 総通算           | 総通算           | 総通算           | 455              | 140              | 48                | 7\|\|\|\|\|\|\|\| |                  |                  |                  |                  |

## 代表歴

### 試合数
- 国際Aマッチ 64試合 12得点（1995-2002）
- 初出場：1995年5月21日 対スコットランド戦 (広島ビッグアーチ)
- 初得点：1996年5月29日 対メキシコ戦 (博多の森球技場)

| 日本代表 | 国際Aマッチ | 国際Aマッチ |
| 年       | 出場        | 得点        |
| -------- | ----------- | ----------- |
| 1995     | 9           | 0           |
| 1996     | 11          | 2           |
| 1997     | 14          | 5           |
| 1998     | 3           | 0           |
| 1999     | 0           | 0           |
| 2000     | 10          | 3           |
| 2001     | 9           | 1           |
| 2002     | 8           | 1           |
| 通算     | 64          | 12          |

### 出場
| No. | 開催日         | 開催都市     | スタジアム                                 | 対戦相手         | 結果        | 監督                 | 大会                       |
| --- | -------------- | ------------ | ------------------------------------------ | ---------------- | ----------- | -------------------- | -------------------------- |
| 1.  | 1995年05月21日 | 広島県       | 広島広域公園陸上競技場                     | スコットランド   | △0-0        | 加茂周               | キリンカップ               |
| 2.  | 1995年05月28日 | 東京都       | 国立霞ヶ丘競技場陸上競技場                 | エクアドル       | ○3-0        | 加茂周               | キリンカップ               |
| 3.  | 1995年06月03日 | ロンドン     |                                            | イングランド     | ●1-2        | 加茂周               | アンブロカップ             |
| 4.  | 1995年06月06日 | リバプール   |                                            | ブラジル         | ●0-3        | 加茂周               | アンブロカップ             |
| 5.  | 1995年08月06日 | 京都府       | 京都市西京極総合運動公園陸上競技場兼球技場 | コスタリカ       | ○3-0        | 加茂周               | 国際親善試合               |
| 6.  | 1995年08月09日 | 東京都       | 国立霞ヶ丘競技場陸上競技場                 | ブラジル         | ●1-5        | 加茂周               | サン・スパークカップ       |
| 7.  | 1995年09月20日 | 東京都       | 国立霞ヶ丘競技場陸上競技場                 | パラグアイ       | ●1-2        | 加茂周               | デサント・アディダスマッチ |
| 8.  | 1995年10月24日 | 東京都       | 国立霞ヶ丘競技場陸上競技場                 | サウジアラビア   | ○2-1        | 加茂周               | デサント・アディダスマッチ |
| 9.  | 1995年10月28日 | 愛媛県       | 愛媛県総合運動公園陸上競技場               | サウジアラビア   | ○2-1        | 加茂周               | デサント・アディダスマッチ |
| 10. | 1996年02月10日 | ウォロンゴン |                                            | オーストラリア   | ○4-1        | 加茂周               | 国際親善試合               |
| 11. | 1996年02月19日 | 香港         |                                            | ポーランド       | ○5-0        | 加茂周               | カールスバーグカップ       |
| 12. | 1996年02月22日 | 香港         |                                            | スウェーデン     | △1-1(PK4-5) | 加茂周               | カールスバーグカップ       |
| 13. | 1996年05月26日 | 東京都       | 国立霞ヶ丘競技場陸上競技場                 | ユーゴスラビア   | ○1-0        | 加茂周               | キリンカップ               |
| 14. | 1996年05月29日 | 福岡県       | 東平尾公園博多の森球技場                   | メキシコ         | ○3-2        | 加茂周               | キリンカップ               |
| 15. | 1996年08月25日 | 大阪府       | 長居陸上競技場                             | ウルグアイ       | ○5-3        | 加茂周               | 国際親善試合               |
| 16. | 1996年09月11日 | 東京都       | 国立霞ヶ丘競技場陸上競技場                 | ウズベキスタン   | ○1-0        | 加茂周               | JFA75周年記念試合          |
| 17. | 1996年10月13日 | 愛知県       | 神戸総合運動公園ユニバー記念競技場         | チュニジア       | ○1-0        | 加茂周               | プーマカップ               |
| 18. | 1996年12月06日 | アル・アイン |                                            | シリア           | ○2-1        | 加茂周               | アジアカップ               |
| 19. | 1996年12月09日 | アル・アイン |                                            | ウズベキスタン   | ○4-0        | 加茂周               | アジアカップ               |
| 20. | 1996年12月15日 | アル・アイン |                                            | クウェート       | ●0-2        | 加茂周               | アジアカップ               |
| 21. | 1997年02月09日 | バンコク     |                                            | タイ             | △1-1        | 加茂周               | キングスカップ             |
| 22. | 1997年02月13日 | バンコク     |                                            | スウェーデン     | ●0-1        | 加茂周               | キングスカップ             |
| 23. | 1997年03月15日 | バンコク     |                                            | タイ             | ●1-3        | 加茂周               | 国際親善試合               |
| 24. | 1997年03月23日 | マスカット   |                                            | オマーン         | ○1-0        | 加茂周               | ワールドカップ予選         |
| 25. | 1997年03月25日 | マスカット   |                                            | マカオ           | ○10-0       | 加茂周               | ワールドカップ予選         |
| 26. | 1997年03月27日 | マスカット   |                                            | ネパール         | ○6-0        | 加茂周               | ワールドカップ予選         |
| 27. | 1997年05月21日 | 東京都       | 国立霞ヶ丘競技場陸上競技場                 | 韓国             | △1-1        | 加茂周               | ワールドカップ記念試合     |
| 28. | 1997年06月08日 | 東京都       | 国立霞ヶ丘競技場陸上競技場                 | クロアチア       | ○4-3        | 加茂周               | キリンカップ               |
| 29. | 1997年06月15日 | 大阪府       | 長居陸上競技場                             | トルコ           | ○1-0        | 加茂周               | キリンカップ               |
| 30. | 1997年06月22日 | 東京都       | 国立霞ヶ丘競技場陸上競技場                 | マカオ           | ○10-0       | 加茂周               | ワールドカップ予選         |
| 31. | 1997年06月25日 | 東京都       | 国立霞ヶ丘競技場陸上競技場                 | ネパール         | ○3-0        | 加茂周               | ワールドカップ予選         |
| 32. | 1997年09月19日 | アブダビ     |                                            | アラブ首長国連邦 | △0-0        | 加茂周               | ワールドカップ予選         |
| 33. | 1997年10月11日 | タシケント   |                                            | ウズベキスタン   | △1-1        | 岡田武史             | ワールドカップ予選         |
| 34. | 1997年11月08日 | 東京都       | 国立霞ヶ丘競技場陸上競技場                 | カザフスタン     | ○5-1        | 岡田武史             | ワールドカップ予選         |
| 35. | 1998年05月17日 | 東京都       | 国立霞ヶ丘競技場陸上競技場                 | パラグアイ       | △1-1        | 岡田武史             | キリンカップ               |
| 36. | 1998年06月20日 | ナント       |                                            | クロアチア       | ●0-1        | 岡田武史             | ワールドカップ             |
| 37. | 1998年10月28日 | 大阪府       | 長居陸上競技場                             | エジプト         | ○1-0        | フィリップ・トルシエ | キリンチャレンジ           |
| 38. | 2000年04月26日 | ソウル       |                                            | 韓国             | ●0-1        | フィリップ・トルシエ | 国際親善試合               |
| 39. | 2000年06月04日 | カサブランカ |                                            | フランス         | △2-2(PK2-4) | フィリップ・トルシエ | ハッサン2世杯              |
| 40. | 2000年06月11日 | 宮城県       | 宮城スタジアム                             | スロバキア       | △1-1        | フィリップ・トルシエ | キリンカップ               |
| 41. | 2000年06月18日 | 神奈川県     | 横浜国際総合競技場                         | ボリビア         | ○2-0        | フィリップ・トルシエ | キリンカップ               |
| 42. | 2000年08月16日 | 広島県       | 広島広域公園陸上競技場                     | アラブ首長国連邦 | ○3-1        | フィリップ・トルシエ | キリンチャレンジ           |
| 43. | 2000年10月14日 | サイダ       |                                            | サウジアラビア   | ○4-1        | フィリップ・トルシエ | アジアカップ               |
| 44. | 2000年10月17日 | サイダ       |                                            | ウズベキスタン   | ○8-1        | フィリップ・トルシエ | アジアカップ               |
| 45. | 2000年10月24日 | ベイルート   |                                            | イラク           | ○4-1        | フィリップ・トルシエ | アジアカップ               |
| 46. | 2000年10月26日 | ベイルート   |                                            | 中華人民共和国   | ○3-2        | フィリップ・トルシエ | アジアカップ               |
| 47. | 2000年10月29日 | ベイルート   |                                            | サウジアラビア   | ○1-0        | フィリップ・トルシエ | アジアカップ               |
| 48. | 2001年05月31日 | 新潟県       | 新潟スタジアム                             | カナダ           | ○3-0        | フィリップ・トルシエ | コンフェデレーションカップ |
| 49. | 2001年06月02日 | 新潟県       | 新潟スタジアム                             | カメルーン       | ○2-0        | フィリップ・トルシエ | コンフェデレーションカップ |
| 50. | 2001年06月04日 | 茨城県       | 茨城県立カシマサッカースタジアム           | ブラジル         | △0-0        | フィリップ・トルシエ | コンフェデレーションカップ |
| 51. | 2001年06月07日 | 神奈川県     | 横浜国際総合競技場                         | オーストラリア   | ○1-0        | フィリップ・トルシエ | コンフェデレーションカップ |
| 52. | 2001年06月10日 | 神奈川県     | 横浜国際総合競技場                         | フランス         | ●0-1        | フィリップ・トルシエ | コンフェデレーションカップ |
| 53. | 2001年07月01日 | 北海道       | 札幌ドーム                                 | パラグアイ       | ○2-0        | フィリップ・トルシエ | キリンカップ               |
| 54. | 2001年07月04日 | 大分県       | 大分スポーツ公園総合競技場                 | ユーゴスラビア   | ○1-0        | フィリップ・トルシエ | キリンカップ               |
| 55. | 2001年08月15日 | 静岡県       | 静岡県小笠山総合運動公園スタジアム         | オーストラリア   | ○3-0        | フィリップ・トルシエ | AFC/OFCチャレンジカップ    |
| 56. | 2001年11月07日 | 埼玉県       | 埼玉スタジアム2002                         | イタリア         | △1-1        | フィリップ・トルシエ | キリンチャレンジカップ     |
| 57. | 2002年03月21日 | 大阪府       | 長居陸上競技場                             | ウクライナ       | ○1-0        | フィリップ・トルシエ | キリンチャレンジカップ     |
| 58. | 2002年04月17日 | 神奈川県     | 横浜国際総合競技場                         | コスタリカ       | △1-1        | フィリップ・トルシエ | キリンチャレンジカップ     |
| 59. | 2002年04月29日 | 東京都       | 国立霞ヶ丘競技場陸上競技場                 | スロバキア       | ○1-0        | フィリップ・トルシエ | キリンカップ               |
| 60. | 2002年05月02日 | 兵庫県       | 御崎公園球技場                             | ホンジュラス     | △3-3        | フィリップ・トルシエ | キリンカップ               |
| 61. | 2002年05月25日 | 東京都       | 国立霞ヶ丘競技場陸上競技場                 | スウェーデン     | △1-1        | フィリップ・トルシエ | キリンチャレンジカップ     |
| 62. | 2002年06月04日 | 埼玉県       | 埼玉スタジアム2002                         | ベルギー         | △2-2        | フィリップ・トルシエ | ワールドカップ             |
| 63. | 2002年06月14日 | 大阪府       | 長居陸上競技場                             | チュニジア       | ○2-0        | フィリップ・トルシエ | ワールドカップ             |
| 64. | 2002年06月18日 | 宮城県       | 宮城スタジアム                             | トルコ           | ●0-1        | フィリップ・トルシエ | ワールドカップ             |

### 得点
| #  | 開催日         | 開催地       | 会場                       | 相手             | 結果        | 大会                       |
| -- | -------------- | ------------ | -------------------------- | ---------------- | ----------- | -------------------------- |
| 1  | 1996年05月29日 | 福岡県       | 東平尾公園博多の森球技場   | メキシコ         | ○3-2        | キリンカップ               |
| 2  | 1996年09月11日 | 東京都       | 国立霞ヶ丘競技場陸上競技場 | ウズベキスタン   | ○1-0        | JFA75周年記念試合          |
| 3  | 1997年03月25日 | マスカット   |                            | マカオ           | ○10-0       | ワールドカップ予選         |
| 4  | 1997年03月25日 | マスカット   |                            | マカオ           | ○10-0       | ワールドカップ予選         |
| 5  | 1997年03月25日 | マスカット   |                            | マカオ           | ○10-0       | ワールドカップ予選         |
| 6  | 1997年06月08日 | 東京都       | 国立霞ヶ丘競技場陸上競技場 | クロアチア       | ○4-3        | キリンカップ               |
| 7  | 1997年06月15日 | 大阪府       | 長居陸上競技場             | トルコ           | ○1-0        | キリンカップ               |
| 8  | 2000年06月04日 | カサブランカ |                            | フランス         | △2-2(PK2-4) | ハッサン2世杯              |
| 9  | 2000年08月16日 | 広島県       | 広島広域公園陸上競技場     | アラブ首長国連邦 | ○3-1        | キリンチャレンジ           |
| 10 | 2000年10月17日 | サイダ       |                            | ウズベキスタン   | ○8-1        | アジアカップ               |
| 11 | 2001年05月31日 | 新潟県       | 新潟スタジアム             | カナダ           | ○3-0        | コンフェデレーションカップ |
| 12 | 2002年06月14日 | 大阪府       | 長居陸上競技場             | チュニジア       | ○2-0        | ワールドカップ             |

### 出場大会
- 1998 FIFAワールドカップ
- 2002 FIFAワールドカップ

## 個人タイトル
- 1995年 Jリーグベストイレブン
- 2000年 Jリーグベストイレブン

## Jリーグ記録
- 開幕戦からの7試合連続ゴール (歴代1位)
- オールスター通算6ゴール (歴代1位)

## 指導歴・職歴
- 2008年 - モリシアカデミー
- 2009年 - セレッソ大阪
  - 2012年 サッカースクール エリートクラス監督
  - 2013年 エリートクラス総監督
  - 2014年 エリートクラスダイレクター
  - 2016年 チーム統括部フットボールオペレーショングループ
  - 2017年 チーム統括部フットボールオペレーショングループ部長
  - 2018年12月 - 代表取締役社長

## 関連情報

### 出演

#### テレビアニメ
- 銀河へキックオフ!!Jリーガーに挑戦（2012年4月 - 2013年2月、NHK BSプレミアム・NHK総合） - アニメ本編後のミニ番組・解説
また、アニメ本編31話及び33話でも本人役として実況のヒデ（ペナルティ）と共に出演。

#### その他のテレビ番組
- ありがとうミスターセレッソ森島寛晃 〜引退・日本一腰の低いJリーガー〜（2009年2月1日、毎日放送）[17]
- ニューステラス関西スポーツコーナー「モリシがいく!」（2008年 - 、NHK大阪放送局、月に1回出演） - C大阪以外のJリーグチームや大学サッカーの取材も担当
- FCバイエルン・ミュンヘンTV（2009年10月 - 、GAORA） - 解説者として
- 花影忍法帳コミ☆トレ 第32回（2010年10月、教育テレビ） - 本人 役

#### 映画
- かにゴールキーパー（2006年） - 本人役で特別出演

#### ラジオ
- 亀山つとむのかめ友 Sports Man Day（2009年4月6日 - 、MBSラジオ、月に1回出演） - 週替わりゲスト「かめ友」の1人として登場
- F.C.オフサイドトーク（ABCラジオ、2013年4月1日から『Monday! SPORTS - JAM』に内包） - 現役選手・独立番組時代からゲストで随時出演

長居スタジアムでセレッソの公式戦を開催する時には、FM NAGAI（場内FM）のセレッソサポーター向け番組にもレギュラーで出演。

#### CM
- ヤンマー「エコトラ」（1998年）